# Heusden Koers 1992
De 44e editie van de Belgische wielerwedstrijd Heusden Koers werd verreden op 11 augustus 1992. De start en finish vonden plaats in Heusden. De winnaar was Jan Bogaert, gevolgd door Michel Cornelisse en Rudi Vingerhoets.

## Uitslag
| Heusden Koers 1992 |                   |                              |       |
| Plaats             | Naam              | Ploeg                        | Tijd  |
| Winnaar            | Jan Bogaert       | Assur Carpets-Willy Naessens | 3u58' |
| 2                  | Michel Cornelisse | La William-Duvel             | z.t.  |
| 3                  | Rudi Vingerhoets  | CB Sport-Rom-Sapim           | z.t.  |

1929 · 1930-1935 · 1936 · 1937 · 1938 · 1939 · 1952 · 1953 · 1954 · 1955 · 1956 · 1957 · 1958 · 1959 · 1960 · 1961 · 1962 · 1963 · 1964 · 1965 · 1966 · 1967 · 1968 · 1969 · 1970 · 1971 · 1972 · 1973 · 1974 · 1975 · 1976 · 1977 · 1978 · 1979 · 1980 · 1981 · 1982 · 1983 · 1984 · 1985 · 1986 · 1987 · 1988 · 1989 · 1990 · 1991 · 1992 · 1993 · 1994 · 1995 · 1996 · 1997 · 1998 · 1999 · 2000 · 2001 · 2002 · 2003 · 2004 · 2005 · 2006 · 2007 · 2008 · 2009 · 2010 · 2011 · 2012 · 2013 · 2014 · 2015 · 2016 · 2017 · 2018 · 2019 · 2020 · 2021 · 2022 · 2023